# 多夫 (蘇黎世州)
多夫（德語：Dorf）是瑞士联邦苏黎世州安德尔芬根区的市镇。该市镇面积为5.55平方千米，海拔高度426米，2018年12月31日人口数为658。

## 外部連結
- 多夫官方网站（页面存档备份，存于） （德文）